# Celebarches fujitai
Celebarches fujitai är en stekelart som först beskrevs av Tohru Uchida 1956.  Celebarches fujitai ingår i släktet Celebarches och familjen brokparasitsteklar. Inga underarter finns listade.